# Papouasie occidentale (province indonésienne)
Cet article traite de la province administrative indonésienne (nommée Papua Barat en indonésien, soit Papouasie occidentale en français). Pour l'article traitant de la moitié occidentale de Papouasie, voir Papouasie occidentale .
La Papouasie occidentale (en indonésien : Papua Barat) est une province d'Indonésie à statut spécial. Sa capitale est Manokwari.

## Géographie
La province est située à l'extrême-ouest de la Nouvelle-Guinée et s'étend sur la péninsule de Bomberai et la moitié orientale de celle de Doberai. Jusqu'en décembre 2022, elle occupait une superficie de 102 955,15 km2 qui a été réduite à 64 125,66 km2 avec la création de la province de Papouasie du Sud-Ouest. Elle comprenait notamment les îles Raja Ampat.

## Étymologie
Le nom de l'île de Papouasie vient de Papua, lui-même dérivé du mot Papo-Ua, nom donné par le sultanat de Tidore aux terres profondes de l'île et qui signifie « Terre ni unie ni unifiée ». En effet, aucun roi ne règne sur l'île à cette époque, contrairement au reste de l'archipel des Moluques. Le mot Papo signifie littéralement « à unir » et Ua signifie « pas unie », ce qui peut être rapproché du fait que le territoire a été à la fois « uni à Tidore » et « unifié en partie par Tidore ». De plus, une petite partie du territoire de l'actuelle province de Papouasie occidentale était vassale du sultanat de Ternate au sein du groupe de l'Uli Siwa, contrairement au sultanat de Tidore qui était suzerain du groupe de l'Uli Lima,.
Incidemment, les Tidorais ont commencé à utiliser le terme Papua pour désigner la population et le territoire des terres profondes de l'île, certaines tribus papoues, habitant les hautes terres centrales et des forêts marécageuses du sud de la Papouasie, étant différentes tant physiquement que dans leur mode de vie des Ternatais.
Dans les dialectes de Ternate, l'expression « Papa-Ua » signifie « pas de père » ou « orphelin », qu'on peut ainsi rapprocher du fait qu'il n'existait aucun roi ou sultan régnant sur l'île.

## Histoire
Le sultanat de Ternate et celui de Tidore ont contrôlé et maintenu une sphère d'influence sur certaines parties de l'ouest de la Nouvelle-Guinée tout au long de leur histoire. Un récit hollandais contemporain indique que les musulmans de Céram avaient l'habitude de se marier avec des femmes de tribus papoues de Papouasie occidentales et d'instruire les enfants de ces unions dans la religion musulmane. Ce même récit rapporte que les musulmans de Céram contrôlaient le commerce et les villes portuaires de la Papouasie occidentale.

### La Papouasie comme «fin de l'Océan»
Vers la fin de l'an 500 apr. J.-C., les marchands indiens et chinois connaissent l’existence de l'île de Papouasie. En atteste le journal d'un commerçant chinois du Ve siècle, expliquant avoir obtenu des épices en provenance de Tungki, nom repris par la suite par les commerçants chinois pour parler de la Papouasie.
À partir du VIIe siècle, de nombreux commerçants musulmans venus notamment de Perse et du Gujarat ont commencé à arriver en Papouasie, qu'ils appelaient « la fin de l'océan » (Dwi Panta ou Samudrananta). Selon les traditions orales du peuple Biak de l'île de Papouasie, il existait autrefois (sans doute à partir du XVe siècle), des relations et de nombreux mariages royaux entre les chefs tribaux de Biak et les héritiers royaux du sultanat de Tidore.

### L'arrivée de l'aide ottomane aux divers sultanats des quatre piliers
Averti des machinations et conspirations portugaises après son voyage à Goa en 1546, le sultan Khairun Jamil, conscient de la position de force des Portugais dans l'océan Indien, ne peut pour l'instant rompre brutalement ses relations avec les Portugais. Mais, en parallèle, il cherche un moyen de libérer son royaume de l'emprise portugaise. Cet objectif passe notamment par la recherche active d'un soutien extérieur et par l'intermédiaire du sultanat d'Aceh, le sultanat de Ternat établit des relations avec l'Empire Ottoman qui lui fournit armes, canons et intellectuels. Les Ottomans avaient déjà conclu des alliances informelles avec divers sultanats locaux, notamment le sultanat d'Aceh en 1530; ainsi, l'amiral portugais Fernão Mendes Pinto rapporte que la flotte ottomane arrivée à Aceh, pour aider les sultanats de Batak, était composée de 300 janissaires ottomans, de nombreux soldats swahilis, somaliens, de Sindis et de Gujaratis, et d'environ 200 marins de Janjira. De plus, Khairun aspire à faire de l'archipel de Maluku une véritable force capable de rivaliser avec les Portugais, pour cela il noue des relations avec le sultanat de Jailolo et il se marie avec la fille du sultan de Tidore pour réunir les deux sultanats sous son ordre.
En 1546, le missionnaire François Xavier accosta à Ternate et demanda l'autorisation d'évangéliser les habitants du sultanat. Le sultan autorisa les activités missionnaires à la condition que celles-ci ne soient destinées qu'aux habitants qui adhéraient encore à l'animisme et qu'aucune action ne viserait les musulmans du royaume. Pourtant, rapidement François Xavier ne respecta pas la parole donnée, cela d'autant plus que les Portugais utilisaient les activités missionnaires pour tenter de faire chuter le sultanat de Ternate en se créant de nombreuses alliées chrétiennes qui seraient vassaux des Portugais. Le gouverneur portugais écrivait alors au Roi de Goa : « Avec l'aide des chrétiens moro, je peux enfin rêver de faire de Maluku un nouveau vassal portugais. J'ai vu avec les yeux de mon cœur qu'il n'est pas difficile de faire ce que j'ai décrit ci-dessus sans dépenser un centime du Royaume ».
Ce comportement provoqua la colère du sultan Khairun Jamil, qui finalement déclara la guerre aux Portugais : il commença par maîtriser un à un les rebelles de son royaume et à interdire toute mission jésuite dans son royaume. Par la suite, le sultan envoya un certain nombre de navires aider les sultanats alliés de Demak et d'Aceh pour prendre d'assaut les Portugais à Malacca pendant que la forteresse portugaise de Ternate serait assiégée en parallèle. En 1558, alors que le fort portugais de Ternate était assiégé, le sultan Khairun nomma son fils prince Laulata gouverneur d’Ambon. Celui-ci fut chargé de frapper la position portugaise dans le sud de Maluku et d'en profiter pour étendre le sultanat à de nouvelles régions. Finalement, le vice-roi portugais à Goa a envoyé une importante flotte à Ambon pour repousser les troupes du sultanat de Ternate. Les soldats portugais résistèrent un certain temps avant que le sultan Khairun ne se porte lui-même avec son armée à Ambon. Pris en étau, le gouverneur portugais demanda l’ouverture de négociations de paix. Le sultan Khairun, devenu le premier roi autochtone des Moluques victorieux contre les envahisseurs portugais, a accueilli de bonne foi ces négociations. Tous les privilèges portugais concernant le monopole du commerce des épices furent supprimés, mais les Portugais furent toujours autorisés à commercer et à concurrencer librement les commerçants de l'archipel ou étranger.
Le sultan Khairun, connu pour être un dirigeant tolérant et juste autorisa le retour des centres d'activités missionnaires chrétiens et la construction d'églises à Maluku. Ainsi, en quelques années, sous Khairun Jamil, le sultanat de Ternate est devenu l'un des trois sultanats les plus puissants du monde malais, et un centre islamique majeur aux côtés des sultanats d'Aceh et de Demak.

### Apogée du sultanat de Ternate et relation avec l'île de Papouasie
C'est sous la direction du sultan Baabul'Allah que le sultanat de Ternate atteignit son apogée : il s'étendaitu nord et du centre de Sulawesi à l'ouest jusqu'aux îles Marshall à l'est, du sud des sultanats de Sullu (actuelles Philippines) au nord aux îles Nusa Tenggara au sud.

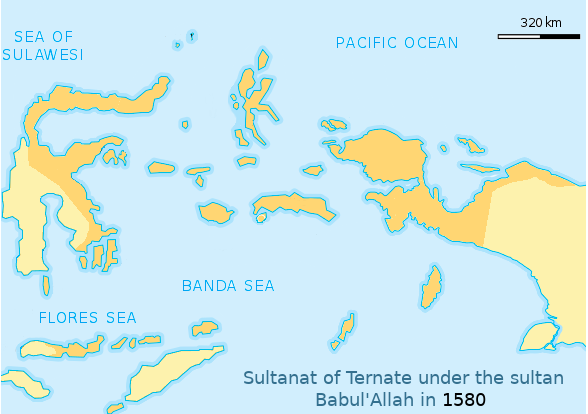
Sultanat de Ternate sous le règne du sultan Babul'Allah en 1580

Le sultan Baabullah était surnommé par ses contemporains le souverain des 72 îles habitées, ce qui faisait du sultanat de Ternate le plus grand royaume islamique de l'est de l'Indonésie, qui avec les sultanats d'Aceh et de Demak contrôlaient la plus grande partie des régions occidentales et centrales de l'archipel à l'époque.
L'historien britannique et théologien anglican Thomas W. Arnold rapporte dans ses livres The Preaching of Islam et Neiuw Guinea, que l'islam était présent et très largement implanté en Papouasie lors de l'arrivée des missionnaires chrétiens. Ces derniers étaient par ailleurs escortés et guidés par des guides locaux musulmans. Selon les procédures de l'époque, chaque étranger qui voulait se rendre en Papouasie devait demander l’autorisation des sultans Salawati, sultanat vassal de Ternate. Ainsi, les deux missionnaires allemands, Ottow et Geissler se rendirent sur l'île à bords d'un navire blanc accompagné de guides musulmans.
Durant le XVIIe siècle, certaines régions de la Papouasie (Waigeo, Misool, Waigama et Salawati…) avaient embrassé l'islam. Thomas W. Arnold rapporte : « Certaines tribus papoues de l'île de Gebi, entre Waigyu et Halmahera, sont musulmanes. [...] dans le centre de l'île même, seules quelques personnes ont adopté l'Islam. Cette religion a été introduite pour la première fois sur la côte ouest par des commerçants musulmans qui essayaient de prêcher parmi la population, et ce depuis 1606. Mais il semble que les progrès ont été très lents ». Néanmoins, contrairement aux missionnaires néerlandais, les missionnaires musulmans ne tenaient que rarement des registres de leurs activités ce qui fait que la date exacte de l'arrivée de l'islam sur l'île reste controversée. Ce qui semble probable est que la propagation de l'islam était relativement concentrée aux côtes et routes commerciales majeures de l'île de Papouasie tout en étant majoritaire dans les villes portuaires et les îles alentour et dans les provinces actuelles de la Papouasie occidentale.
À en juger par les recherches anthropologiques conduites par Harsja W. Bachtiar en 1963, il est rapporté ce qui suit : « plusieurs régions de l'Irian occidental [=Papouasie] sont devenues le domaine du sultan Tidore et du sultan Banda. Dommage car il n’y a pas de traces sous forme de déclarations écrites, nous ne savons pas quand et où se trouvent également des Indonésiens venus d’îles indonésiennes en dehors de la région de l’Irian occidental. En général, ils ont embrassé l'islam. [...] Depuis que des missionnaires religieux des Pays-Bas ont déployé des efforts pour diffuser le christianisme en Irian occidental, le nombre d'Indonésiens non autochtones a augmenté en Irian occidental en raison de l'utilisation de travailleurs originaires de diverses îles du Pacifique amener dans le but d'aider les missionnaires religieux, en particulier en tant que professeurs et infirmières. Beaucoup de gens qui exercent le christianisme sont émigrés des îles Maluku telles que Kei, Ianimbai, Banda et Sangir [eux-mêmes enfants des esclaves amenés par les Hollandais pour repeupler les diverses îles de l'archipel Banda après les massacres de Benda] »,.

### Prédominance du Sultanat de Tidore sur les Moluques et la Papouasie

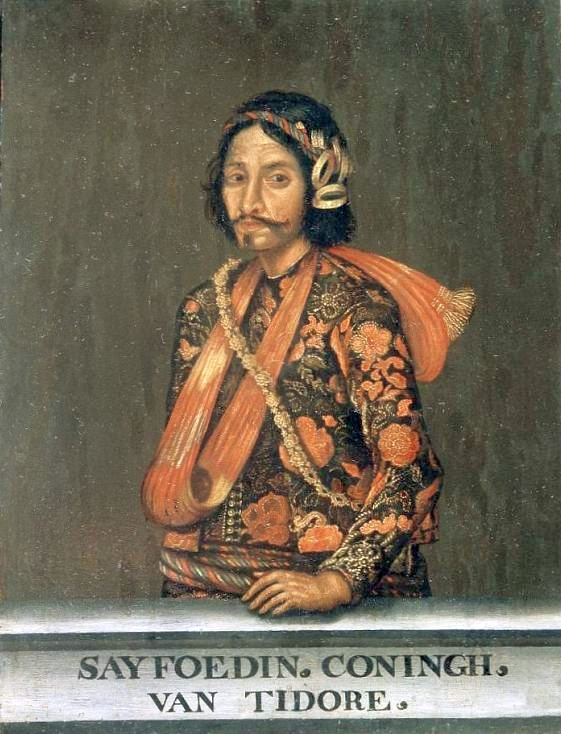
Le sultan Saifudin de Tidore qui règne de 1657 à 1689.

Depuis le XVe siècle un certain nombre de personnalités locales nommées par le sultan de Ternate (ou de Tidore selon les époques), sont devenues gouverneurs à Biak de la part du sultan. Ils reçoivent une variété de titres, qui sont des titres régionaux. Un certain nombre de noms de ces postes peuvent maintenant être retrouvés dans les noms des clans et de familles. Outre le sultanat de Ternate, les Moluques plus généralement ont aussi longtemps eu des relations anciennes avec l’ouest de la Nouvelle-Guinée, sous forme d'échanges aussi bien cérémoniels que matériels. Ainsi, l'île indonésienne de Banda notamment commerçait avec certaines parties de la Nouvelle-Guinée. Le sultanat de Bacan, vassal de celui de Tidore, revendiquait la suzeraineté sur les îles Raja Ampat près de la côte occidentale de la Nouvelle-Guinée. Des marchands des sultanats de Kei et Aru, situées au sud des Moluques, avaient des relations avec la Nouvelle-Guinée. La partie sud-ouest de la Papouasie occidentale faisait partie des terres du sultanat de Céram (qui était, selon les époques, vassal de Tidore ou indépendant) avec qui elle avait ses relations commerciales bien établies à partir du XIVe siècle. Dans ce cadre une lingua franca spéciale pour le commerce et pour faciliter les communications avec certaines tribus papoues éloignées des côtes : l’onin qui était «un mélange de malais et des langues locales parlées le long des côtes de la péninsule de Bomberai »,.
Le sultanat de Tidore était, depuis la fin du XVIIe siècle, un des royaumes les plus indépendants de l'archipel de Maluku. Durant le règne du sultan Saifuddin, Tidore parvint à rejeter le contrôle et l'influence des compagnies des Indes orientales néerlandaises permettant au sultanat de rester totalement indépendant jusqu'à la fin du XVIIIe siècle. En 1660, un accord fut trouvé entre le sultanat de Tidore et le sultanat Ternate pour le partage de l'île de Papouasie. Cet accord, conclu sous la supervision du gouvernement des Indes orientales néerlandaises, aboutit à la reconnaissance de la possession de l'île de Papouasie dans son entièreté par le sultanat de Tidore.

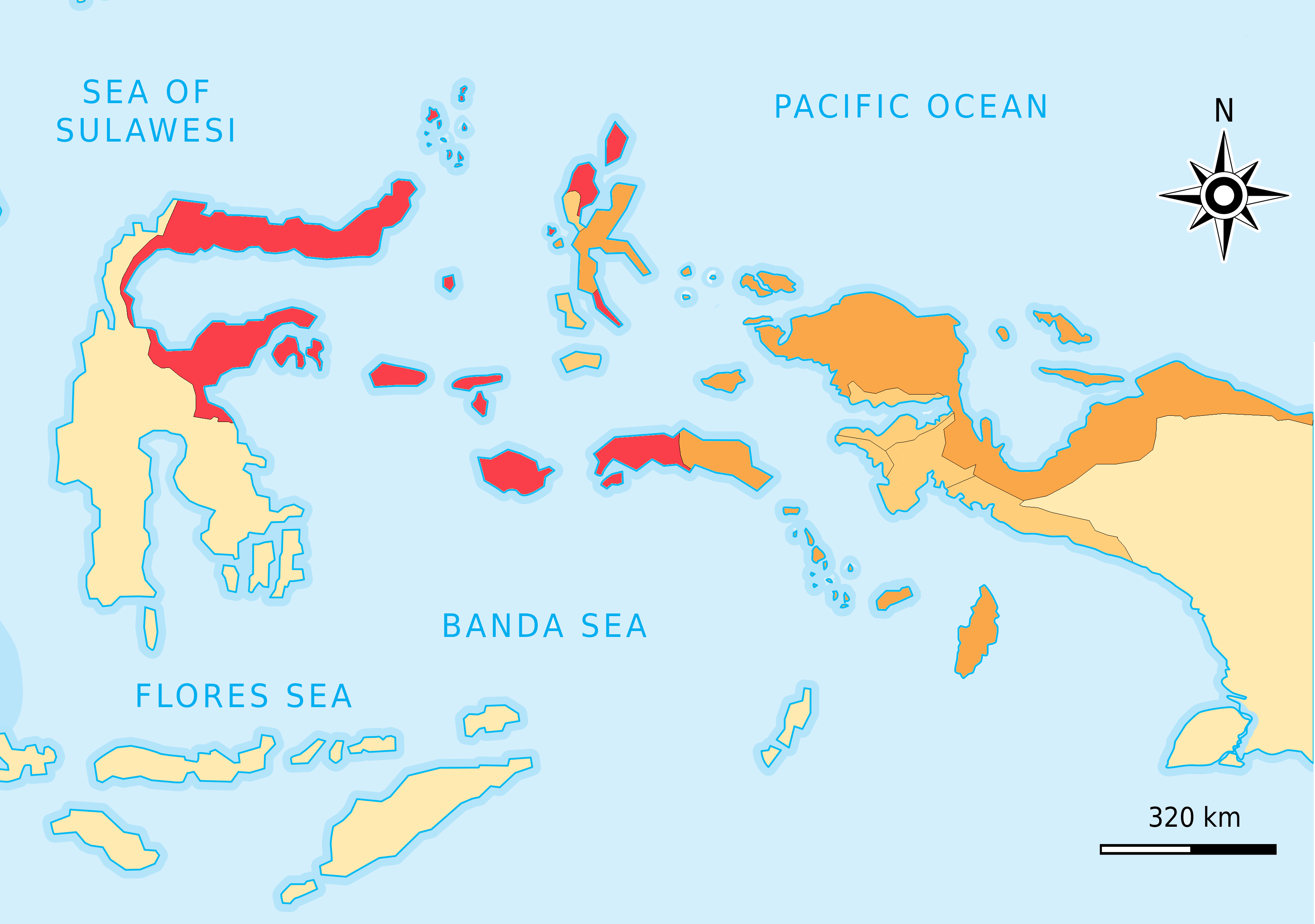
Sultanats de Tidore et Ternate en 1800 - En orange : le sultanat de Tidore. En orange clair : les États vassaux du sultanat de Tidore. En rouge : le sultanat de Ternate (sous le contrôle de la Compagnie néerlandaise des Indes orientales).

Le sultanat de Tidore atteignit son apogée sous le règne du sultan Nuku (1780-1805), couvrant entre autres l’île de Seram, des parties de Halmahera, Raja Ampat et certaines parties de la Papouasie. En novembre 1780, le sultan Nuku de Tidore a été proclamé sultan de Papouasie et de Céram (la plus grande île de l'archipel des Moluques) par ses partisans parmi diverses tribus Céramais et Papous,. Dans ces correspondances, le sultan Nuku signait ces lettres avec la mention: "Sultan Muhammad Saifudin Sah, Roi de Papouasie", signature qu'on retrouve notamment dans la lettre qu’il envoya au gouverneur néerlandais d’Ambon, Van Pleuren,. Certains historiens, comme Van Velzen, affirment que le malai était une langue régionale de communication en Papouasie et non uniquement réservée aux sujets de Tidore : ces historiens se basent souvent sur un récit (sur le rapport de H. Zwaardecroon et C. Chasteleijn concernent le voyage en Nouvelle-Guinée entrepris par Jacob Weyland en 1705) relatant une des premières visites européennes dans le golfe de Cenderawasih dans l'actuelle province de Papouasie, en 1705, et comment l'équipage put communiquer avec certains habitants papous en malai.
Charles D. Rowley affirme que les explorateurs malais se sont rendus jusqu’à l'est de la région du fleuve Sepik dans l’actuelle Papouasie Nouvelle-Guinée lors des expéditions à la recherche des oiseaux de paradis,. Par la suite, les Britanniques, en 1793, établissent le premier poste européen à Dorey, l'actuel Manokwari, alors dans le territoire du sultanat de Tidore ; néanmoins les Britanniques ne le maintiennent que pendant deux ans. Les Néerlandais ne manifestaient encore aucun intérêt direct pour cette région à cette époque,.

### Province d'Indonésie

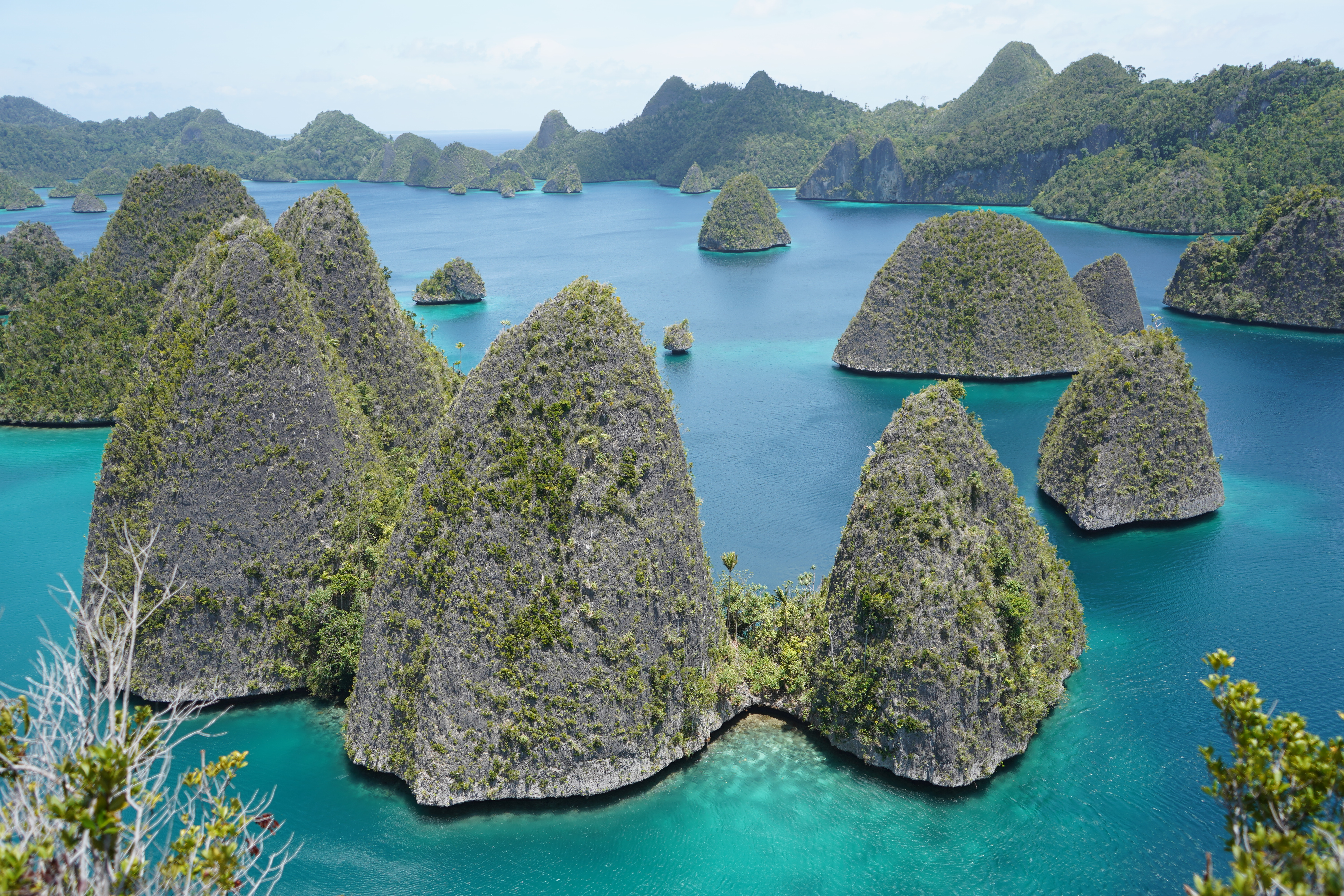
Les îlots de Karst sur l'archipel des Raja Ampat en Papouasie occidentale. Septembre 2018.

La Papouasie occidentale désigne historiquement la moitié occidentale de la Papouasie, ce qui correspond au territoire de la Nouvelle-Guinée occidentale issu de la Nouvelle-Guinée néerlandaise. C'est le nom choisi le 1er décembre 1961 par une assemblée de représentants papous déclarant leur indépendance des Pays-Bas lors de la proclamation de la République de Papouasie occidentale. Un drapeau a été alors choisi, de même qu'un sceau et un hymne national.
L'Indonésie annexe la Papouasie occidentale en 1962, interdit l'emploi de ce nom et la rebaptise Irian Jaya et qu'elle intègre en 1969 comme nouvelle province à la suite d'un référendum considéré comme frauduleux par nombre d'observateurs.
L'Irian Jaya est renommé Papouasie en 2000 par le président indonésien Abdurrahman Wahid, comme une concession aux revendications papoues. En 2003, le gouvernement de la présidente Megawati, qui a entre-temps remplacé Abdurrahman Wahid à la suite de la destitution de celui-ci, décide de scinder la province de Papouasie en deux nouvelles provinces appelées  Papouasie et Papouasie occidentale. La traduction en français de Papua Barat est également Papouasie occidentale, bien que le territoire soit beaucoup plus restreint que celui de l'ancienne Nouvelle-Guinée néerlandaise. La province est initialement baptisée Irian Jaya Barat puis le nom de Papouasie occidentale (Papua Barat) est adopté définitivement par l'administration indonésienne le 7 février 2007. Cette séparation ainsi que l'utilisation du nom « Papouasie occidentale » pour cette nouvelle province administrative est contestée par le mouvement indépendantiste de l'Organisation pour une Papouasie libre (OPM)[réf. nécessaire].
Le 9 décembre 2022, la province est scindée avec la création au nord de la nouvelle province de Papouasie du Sud-Ouest (Papua Barat Daya) autour de Sorong (ville) et des îles Raja Ampat.

## Divisions administratives

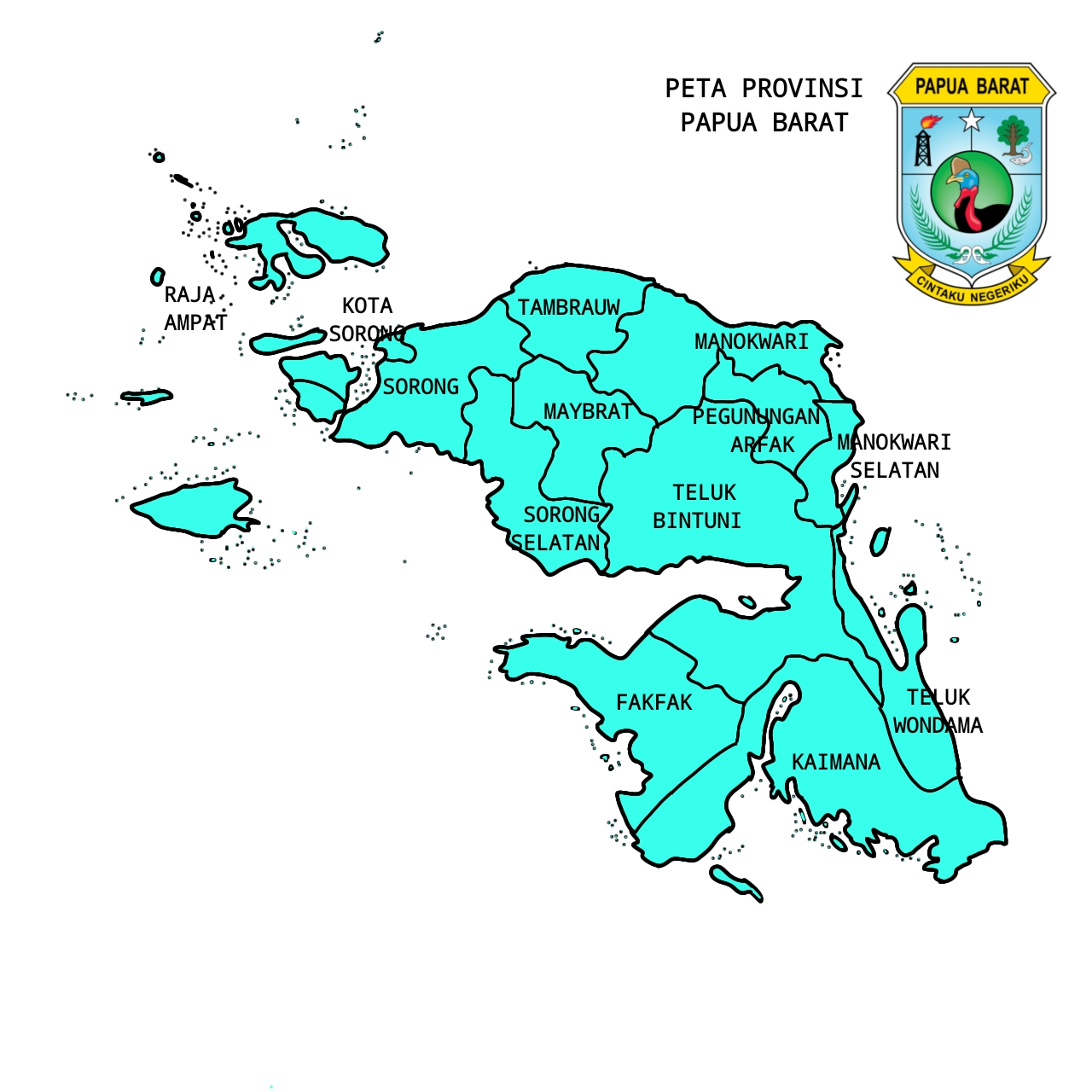
La province de Papouasie occidentale avant 2022 et ses subdivisions administratives.

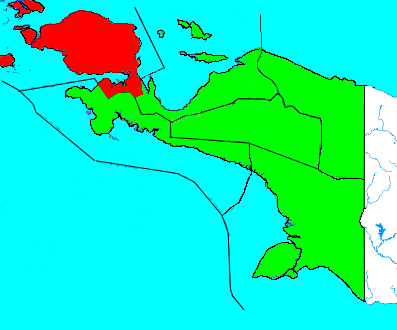
Carte montrant lAfdeling West Nieuw-Guinea dans le territoire de la Nouvelle-Guinée néerlandaise

En 2022, la province est divisée en sept kabupaten :
- Fakfak (Fak-Fak)
- Kaimana (Kaimana)
- Manokwari (Manokwari)
- Manokwari du Sud (Manokwari Selantan), 6 districts
- Monts Arfak (Pegunungan Arfak)
- Baie de Bintuni (Bintuni)
- Baie de Wondama (Rasiei)

## Démographie
La population s'élevait à 753 399 habitants en 2010 et à 1 134 068 habitants en 2020. Elle s'élève à 551 792 habitants après la scission de 2022.

## Économie
La province possède plusieurs mines de nickel et de cobalt. 
Dans les années 1990, la compagnie pétrolière américaine Arco, depuis la fusion avec la britannique BP, découvre six champs de gaz naturel qu'elle baptise Tangguh (« résistant »), dont les réserves sont estimées à plus de 18,3 TCF (trillion cubic feet), soit 520 milliards de mètres cubes (équivalent énergétique de 520 millions de tonnes de pétrole). En 1997, Arco et la compagnie pétrolière nationale indonésienne Pertamina lancent un projet de liquéfaction de ce gaz naturel pour permettre son exploitation et exportation.
L'usine de liquéfaction aura au début une capacité annuelle de production de sept millions de tonnes de gaz naturel liquéfié (GNL). Le GNL sera exporté par bateau méthanier vers l'Asie de l'Est et l'Amérique du Nord.

## Provinci Konservasi
Dès 2006, des activistes en conservation maritime commencent à œuvrer afin de mobiliser les consciences sur le sort de la biodiversité dans cette région. Ces efforts culminèrent en 2014 avec la projection du film The Guardians of Raja Ampat au sein de 12 communautés et plus de 100 000 participants (soit près de 25 % de la population de l'archipel des Raja Ampat).
En octobre 2015, Abraham Atururi, le gouverneur de la province, déclare la province de Papua Barat Provinsi Konservasi,. L'ONG Conservation International (CI), Blue Sphere Foundation, The University of Papua (UNIPA), et les représentants du gouvernement provincial travaillent par la suite pour créer une législation qui faciliterait la conservation maritime et forestière.